# Paralcis junctilinea
Paralcis junctilinea là một loài bướm đêm trong họ Geometridae.